# Bram Jan Loopstra
Bram Jan Loopstra (Amsterdam, 1 augustus 1925 – 1979) was een Nederlands computerpionier die in het Mathematisch Centrum in Amsterdam werkte en vervolgens bij Electrologica met Adriaan van Wijngaarden, Carel S. Scholten en Gerrit Blaauw. Van 1956 tot 1963 of later was hij technisch directeur van Electrologica.  Bij zijn overlijden na een langdurige ziekte op 22 maart 1979 was hij adjunct-directeur van het Philips International Institute.
In het Mathematisch Centrum werkte hij mee aan de ARRA I en II en ARMAC. 

## Geselecteerde publicaties
- Loopstra, B.J. "Logische synthese van rekencircuits." Stichting Mathematisch Centrum. Zuivere Wiskunde ZW 10/52 (Actualiteiten) (1952): 1-7.
- Loopstra, B.J. "The X—1 Computer." The Computer Journal 2.1 (1959): 39-43.
- Loopstra, B.J. "Input and output in the X-1 system." COMMUNICATIONS OF THE ACM. Vol. 2. No. 7. 1959.